# CSS зен башта
CSS зен башта је развојни ресурс светске мреже. Циљ сајта је да покаже шта се све може урадити са дизајном заснованим на CSS-у. Листа стилова (енг. Style Sheets) су допринели графички дизајнери из целог света, који су мењали основну HTML датотеку, производећи стотине различитих дизајна. Осим позива на спољашнју CSS датотеку, сам HTML се не мења. Све визуелне разлике су резултат CSS-а (и подршке слика). Овај сајт је преведен на неколико језика.
Када је покренут, маја 2003, имао је само пет дизајна.
У фебруару 2005. књигу The Zen of CSS Design је објавио креатор CSS зен баште Дејв Шеа и веб дизајнер Моли Холцшлег. Књига је заснована на 36 пројеката који су били објављену на сајту Зен баште.
CSS зен башта је инспирисала и друге сајтове сличног формата.
"Зен башта" је била испирисана, по речима аутора Шее, експериментом Криса Цацијана по имену "Дневна CSS забава" (енг. Daily CSS Fun) и такмичењем у CSS-у које је организовао сајт HotBot.
Од априла 2008. сајт CSS зен башта је неактивна, међутим 7. маја 2013, за десетогодишњицу сајта, Шеа је направио неке предлоге, поднеске, који су се фокусирали на HTML5, CSS3 и модерније принципе графичког дизајна.